# Elverdinge
Elverdinge est un gros bourg de la plaine de l'Yser, sis à 4 km de la ville d'Ypres sur la route conduisant à Furnes. Administrativement il fait partie de la ville d'Ypres en Flandre occidentale (Région flamande de Belgique). C'était une commune à part entière avant la fusion des communes de 1977.

## Démographie

### Évolution démographique
- Sources : INS, Rem. : 1831 jusqu'en 1970 = recensements, 1976 = nombre d'habitants au 31 décembre[2].

## Histoire
Un trésor de pièces de monnaie indique la présence romaine de l'époque de l'empereur Vespasien à l'empereur Postume. La Steenstraat peut se trouver sur le tracé de la voie romaine de Cassel à Oudenburg.
En 1066, Elverdinge a été mentionnée pour la première fois par écrit, sous le nom d' Elverzenges. Avec Vlamertinge, il formait une seule seigneurie, qui n'a été divisée que vers 1550. Les droits de patronage de l'église appartenaient à l'abbaye de Voormezele (nl). À partir du XIIe siècle, il y avait une léproserie dans l' Hospitaalhoeve, située au 33 de l' Hospitaalstraat, qui était administrée par les Hospitaliers de l'ordre de Saint-Jean de Jérusalem.
Elverdinge a compté de nombreux habitants réformateurs et la Furie iconoclaste de 1566 a causé beaucoup de dégâts. Au XVIIe siècle, ce sont plusieurs raids des troupes françaises qui ont eu une influence néfaste sur la ville.
Pendant la Première Guerre mondiale, le village se trouvait en territoire allié, mais il a été presque entièrement détruit, après cela il a été plus ou moins reconstruit dans son état d'origine.

## Particularité
Cinq cimetières britanniques, datant de la Première Guerre mondiale, se trouvent sur le territoire d'Elverdinge, comme il s'en trouve beaucoup, partout ailleurs autour de la ville d'Ypres.
En novembre-décembre 1914, séjournent à et autour d'Elverdinghe, des troupes françaises retirées de la région de Saint-Pol-sur-Ternoise en Artois. Elles arrivent soit en voiture pour les officiers supérieurs , soit en train jusqu'à Bailleul, puis à pied. Elles vont ensuite se poster dans le secteur Vlamertinge-Dikkebus- Vormezele. La région compte déjà plusieurs troupes notamment sanitaires, françaises et anglaises.
Le 16 novembre 1914, des soldats venant de Locre et de Westoutre se sont dirigées sur Elverdinge. L'étape est décrite comme fatigante, quoique courte. « Les routes de Belgique sont extrêmement mauvaises, le mauvais temps (il a beaucoup plu les jours précédents), la circulation intense les ont transformées en ruisseaux de boue ».
En 1915, des troupes envoyées au repos stationnent à Elverdinge . Le château d'Elverdinghe sert de quartier général aux troupes.